# Alberto Ibáñez Mezquita
Alberto Ibáñez Mezquita (Vila-real, 1991) és un polític valencià, des de 2022 coportaveu d'Iniciativa del Poble Valencià (IdPV), partit integrat en la coalició Compromís, i diputat al Congrés espanyol en la XV Legislatura.
Ibáñez compta amb estudis en Ciències Polítiques per la Universitat de València i d'Educació Social per la Universitat Oberta de Catalunya, cap d'ells finalitzats. Inicia la seua trajectòria política com a regidor a l'Ajuntament de Vila-real (la Plana Baixa) de 2011 a 2015 com a responsable de l'àrea de cultura del govern municipal presidit pel socialista José Benlloch mercé al pacte entre el PSPV i Compromís. Alberto Ibáñez fa el salt a la Generalitat Valenciana l'any 2015 quan la vicepresidenta i consellera d'Igualtat Mónica Oltra el nomena Secretari Autonòmic d’Inclusió fins a l'any 2019 i després Secretari Autonòmic d'Igualtat i Diversitat fins a l'any 2020.
En clau interna de partit, Ibáñez és portaveu d'IdPV des del congrés de 2022 juntament amb Aitana Mas.
Va ser elegit diputat al Congrés espanyol per la circumscripció de València a les eleccions generals de 2023 en les quals Compromís va concórrer en coalició amb la plataforma Sumar, així com Esquerra Unida i Podem, sota la marca Compromís-Sumar.